# سالي كاهيل
سالي كاهيل (بالإنجيزية:Sally Cahill) هي ممثلة صوت كندية ورسامة.قامت بأداء صوت شخصية ألعاب الفيديو«آدا ونغ» في لعبة مسكن الشيطان (Resident evil) في الجزء الثاني والجزء الرابع والجزء (The Darkside Chronicles) الذي أنتج عام 2009 . لعبت أيضا دور مارجوري جيفرسون في مسلسل (Wind at My Back) الذي عرض على التلفزيون الكندي من 1997-2000.

## فيلموغرافيا

### ألعاب فيديو
| لعبة                               | عام  | دور                        |
| ---------------------------------- | ---- | -------------------------- |
| كلاش أوف سوبر هيروس                | 1998 | "Announcer"                |
| ريزدنت إيفل 2                      | 1998 | "قائمة شخصيات ريزدنت إيفل" |
| ريزدنت إيفل 4                      | 2005 | "قائمة شخصيات ريزدنت إيفل" |
| كاسلفينيا: روندو أوف بلود          | 2007 | "Annette Renard"           |
| ريزدنت إيفل: ذا دارك سايد كرونيكلز | 2009 | "قائمة شخصيات ريزدنت إيفل" |

## وصلات خارجية
- سالي كاهيل على موقع IMDb (الإنجليزية)
- سالي كاهيل على موقع روتن توميتوز (الإنجليزية)
- سالي كاهيل على موقع أول موفي (الإنجليزية)
- سالي كاهيل على موقع قاعدة بيانات الفيلم (الإنجليزية)